# The Cookers
The Cookers is een Amerikaanse jazzband.

## Geschiedenis
De all-stars band, georganiseerd door trompettist David Weiss en genoemd naar Freddie Hubbards Blue Note-album uit 1965, bestaat uit jazzveteranen waarvan de leden zijn geboren in de jaren 1930 en 1940, zoals tenorsaxofonist Billy Harper, trompettist Eddie Henderson, altsaxofonist Craig Handy, pianist George Cables, bassist Cecil McBee en drummer Billy Hart. Soms behoorden ook Bennie Maupin, James Spaulding, Stanley Cowell, Kirk Lightsey, Victor Lewis, Dwayne Burno en Gene Jackson tot het ensemble. In 2009 had het ensemble gastoptredens op de Burghausen Jazz Week.
In 2010 kwam het debuutalbum Warriors uit, gevolgd door Cast the First Stone en Believe, veelal met eigen composities van de bandleden. In 2016 behoorde naast Billy Harper, George Cables, Eddie Henderson, David Weiss, Cecil McBee en Billy Hart Donald Harrison erbij. Het album The Call of the Wild and Peaceful Heart was ontstaan. In 2015 ontving de band de prijs voor beste jazzgroep in de categorie "Rising Star" bij de opiniepeilingen van de DownBeat.